# Plüsch

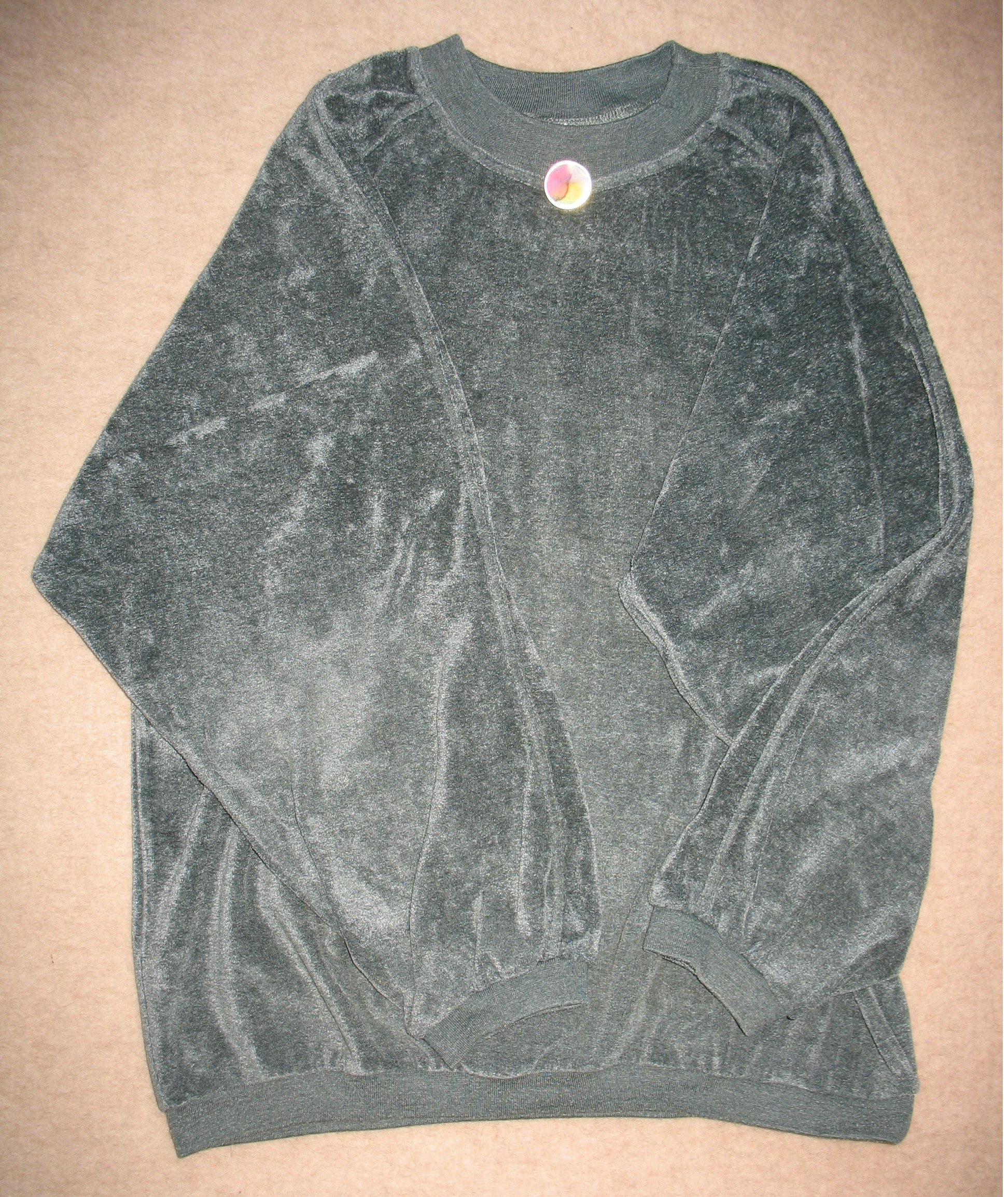
Pullover aus Nickiplüsch

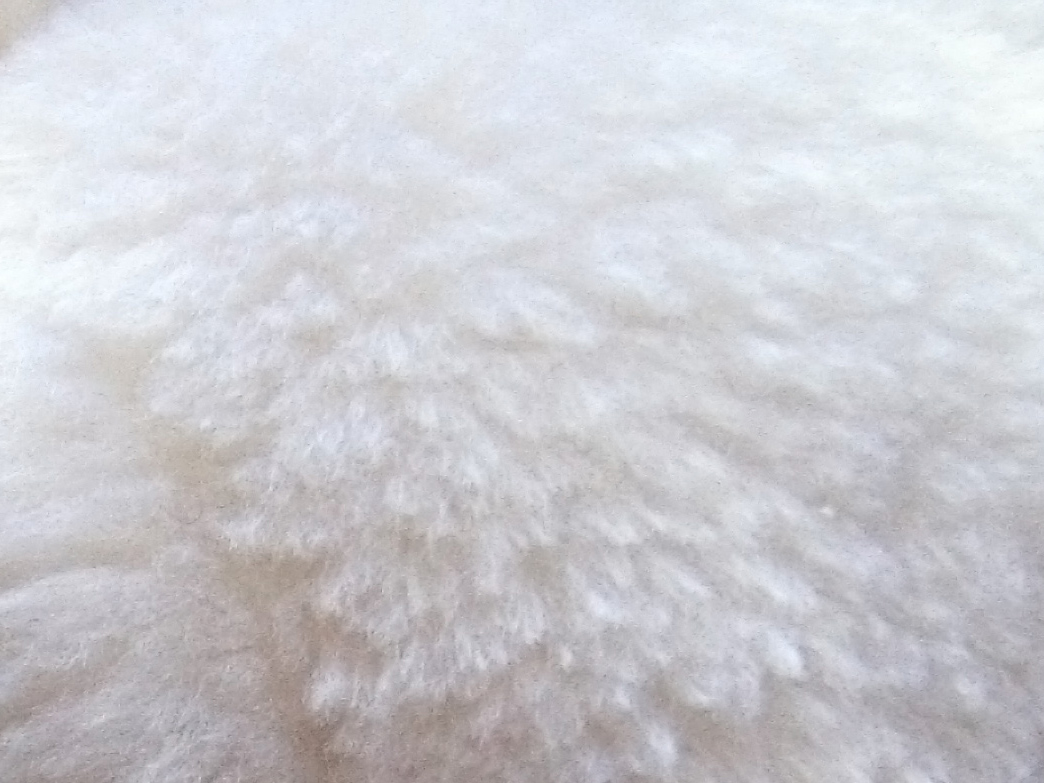
Plüsch, Nahaufnahme

Plüsch (von frz. peluche [pəlyʃ]) ist ein Sammelbegriff für alle textilen Flächengebilde, die sich aus einer Grundschicht und einer Polschicht zusammensetzen. Die Polschicht besteht aus aufgeschnittenen Polschlingen, die überwiegend senkrecht auf der Grundschicht stehen und deren Polhöhe 3 mm und mehr beträgt.
Als Gewebe wird Plüsch ähnlich hergestellt wie Samt. Im Gegensatz zu diesem hat Plüsch einen wesentlich höheren, dafür aber weniger dichten Faserflor, welcher eine Höhe von mehreren Zentimetern haben kann. 
Bei gewirktem Scherplüsch oder Nickiplüsch wird in eine herkömmlich produzierte Strickware ein Extrafaden eingebunden, der an der Warenoberfläche kleine Schlingen bildet. Werden die Schlingen zerschnitten, entsteht durch die vielen kleinen, aus dem Stoff hängenden Fädchen eine samtartige Oberfläche. Der zusätzliche Faden kann ganzflächig oder gemustert eingebunden werden (zum Beispiel Frottee).
Kuscheltiere sind häufig aus Plüsch gefertigt und werden daher auch als Plüschtiere bezeichnet.
In ripuarischen Dialekten gibt es die Bezeichnung Plüschprumm („Plüschpflaume“) für Pfirsich sowie im norddeutschen Sprachraum die scherzhafte Bezeichnung Plüschmors („Plüschhintern“) für die Hummel.